# مسيل
المسيل تيار مائي أو قناة من صنع الإنسان على شكل مسقط ترتفع جدرانه فوق التضاريس المحيطة على عكس الخندق أو المسال. لا يجب الخلط بين القناة المقنطرة والتي تُبنى لنقل المياه بدلاً من نقل المواد باستخدام المياه المتدفقة كما يفعل المسيلان.[بحاجة لمصدر] يوجه المسيل المياه من سد التحويل أو الهدار إلى موقع تجميع العتاد المطلوب. عادة ما يكون المسيل مصنوع من الخشب أو الفلز أو الخرسانة.

## الصور

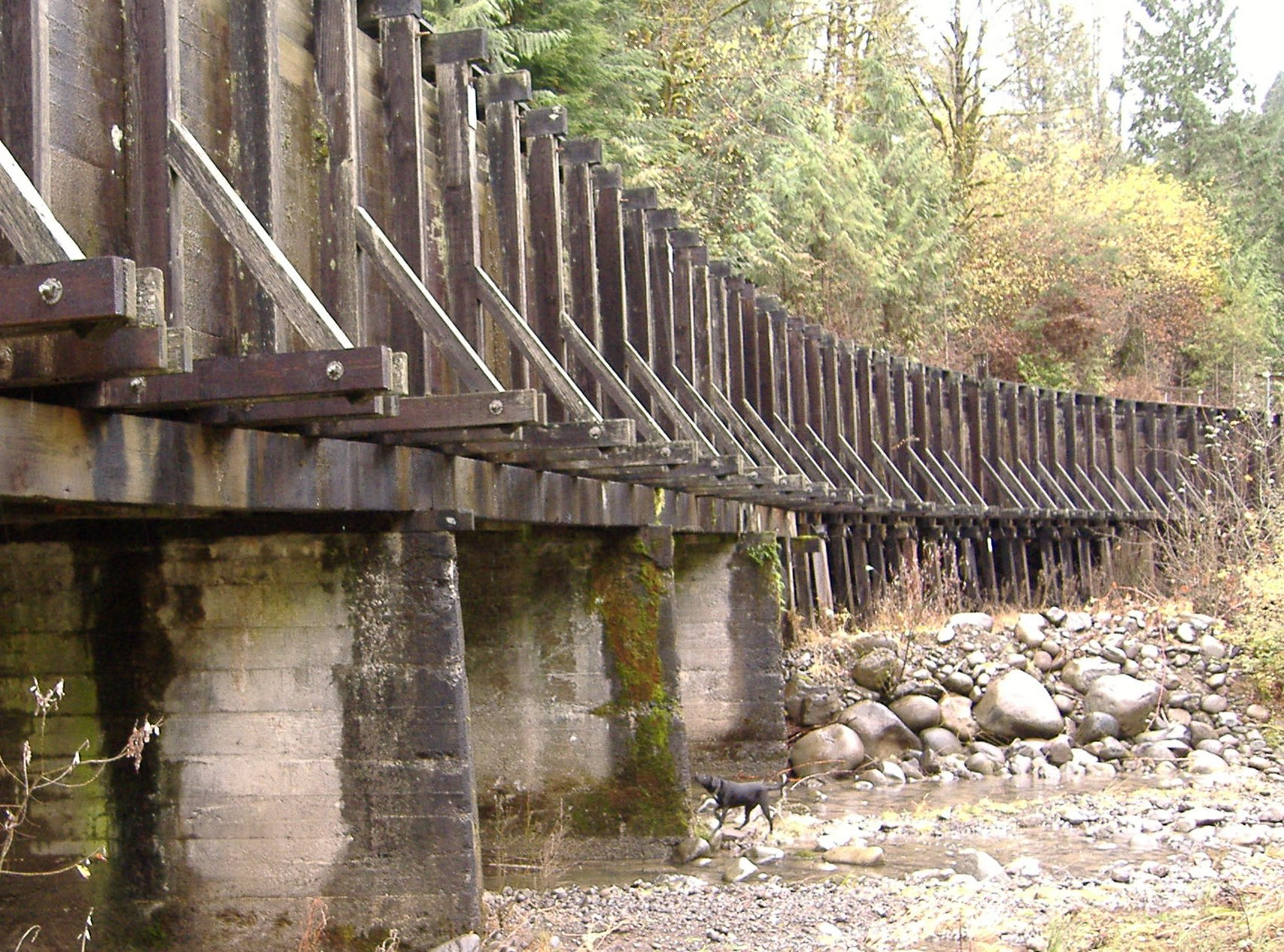
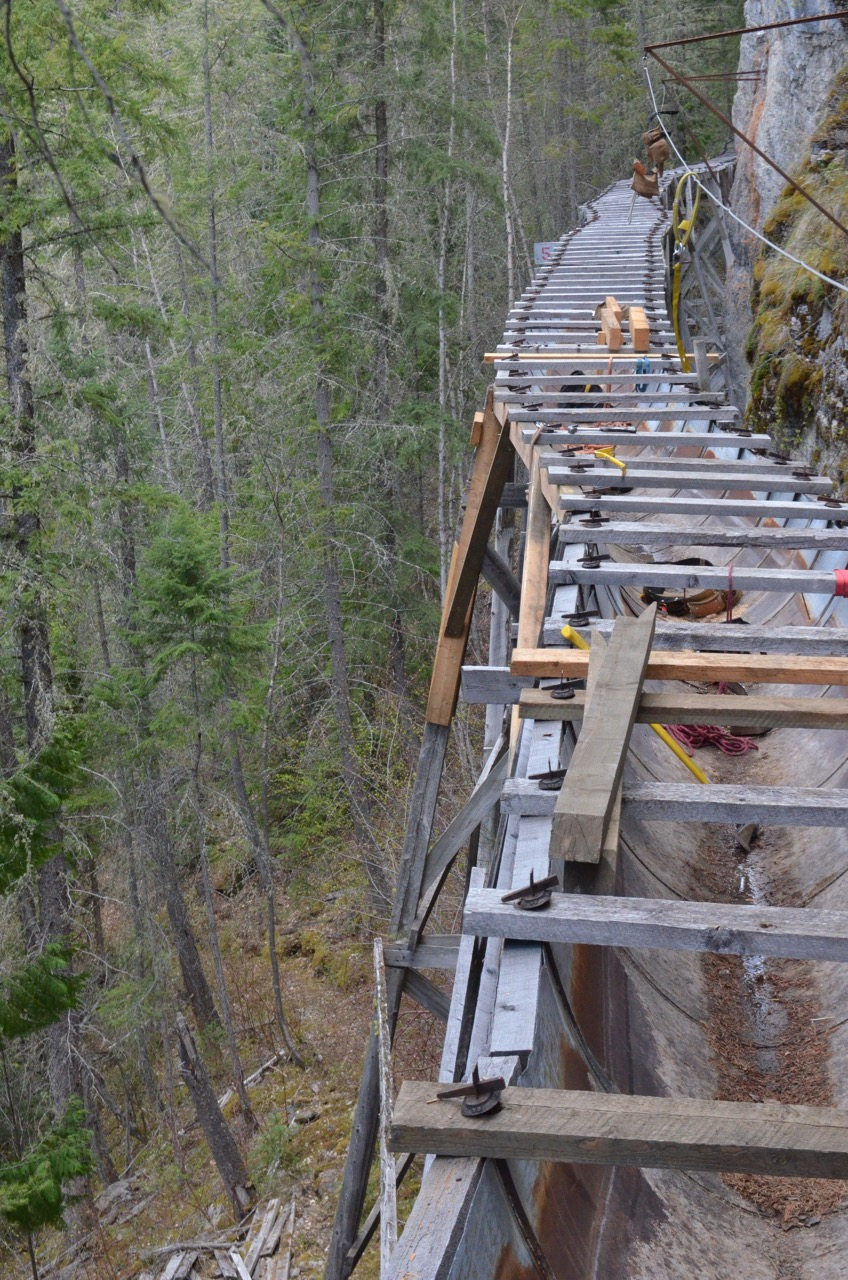
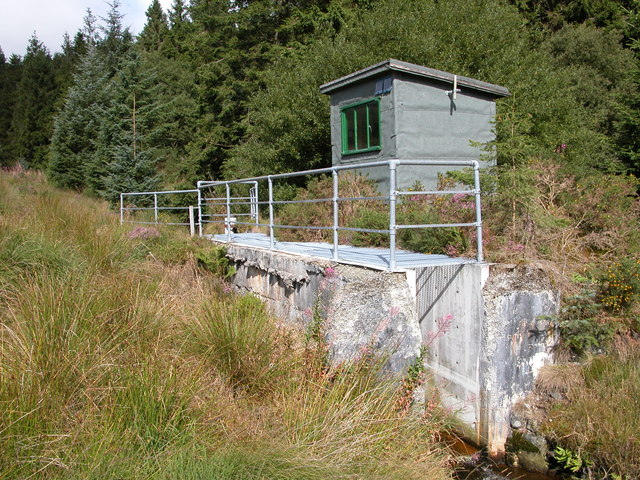
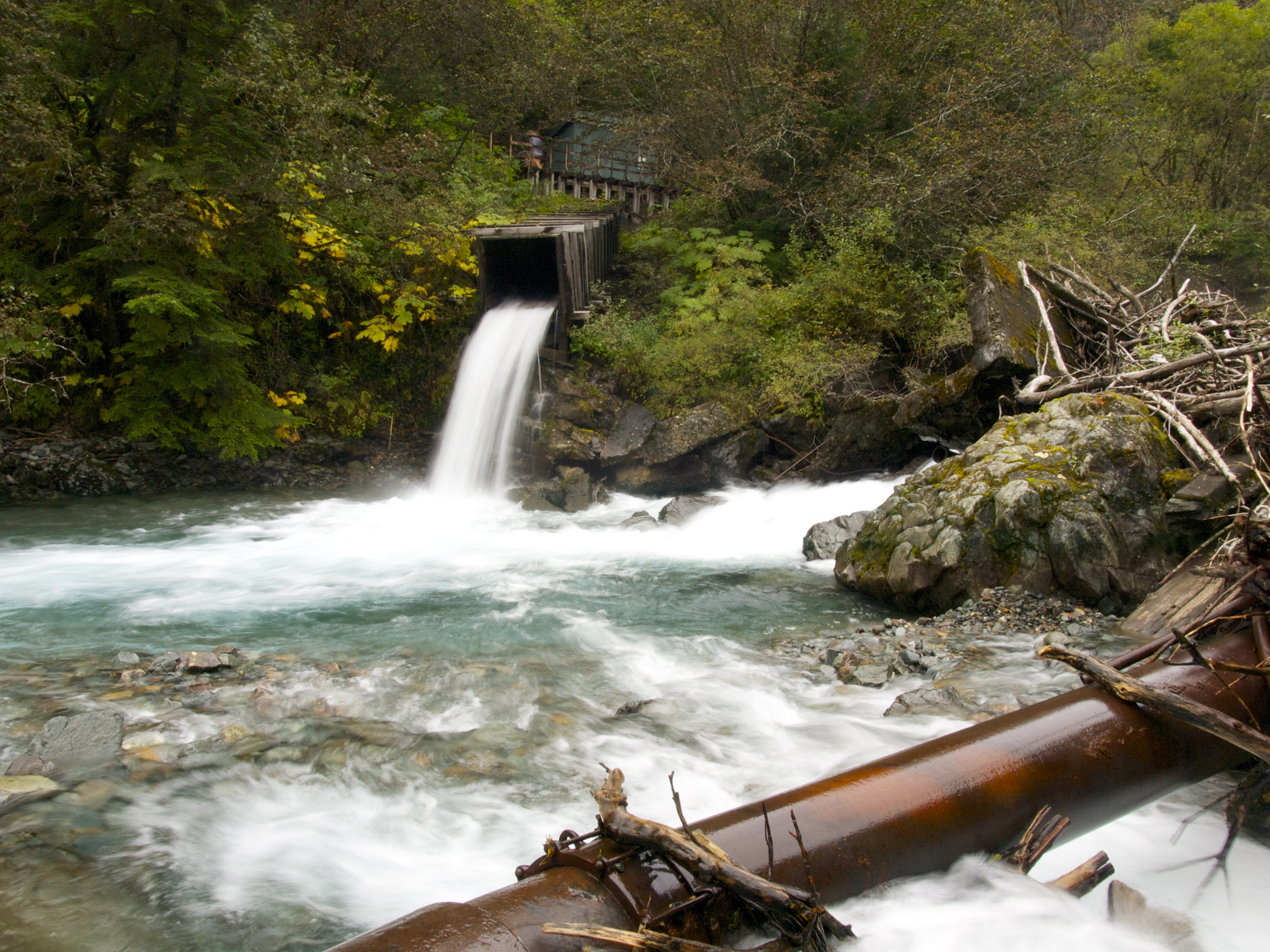
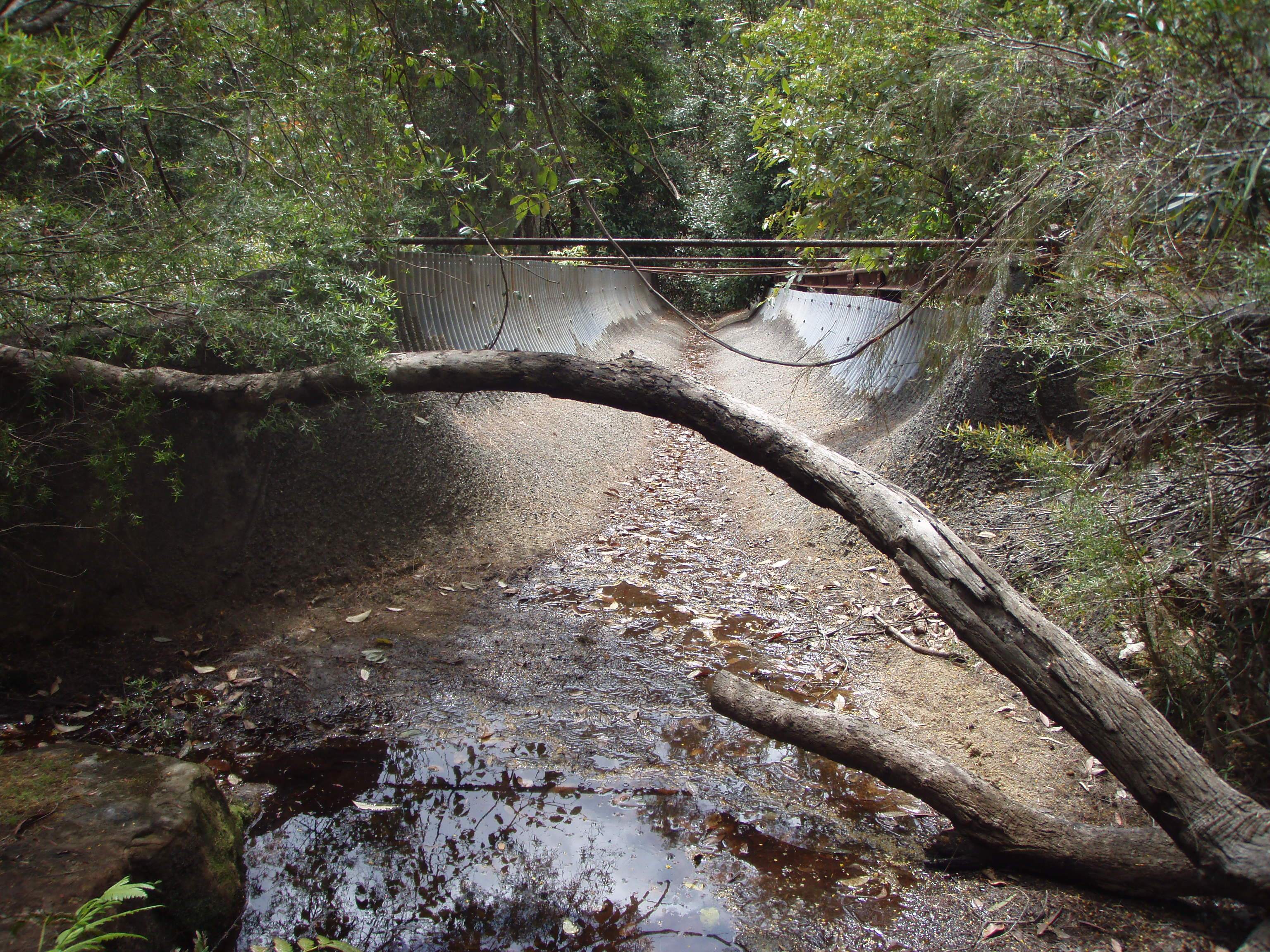